# Албанья
Албань́я (кат. Albanyà) — муніципалітет, розташований у Автономній області Каталонія, в Іспанії. Знаходиться у районі (кумарці) Ал Ампурда провінції Жирона, згідно з новою адміністративною реформою перебуватиме у складі баґарії Жирона.

## Населення
Населення міста (у 2007 р.) становить 137 осіб (з них менше 14 років — 17,5%, від 15 до 64 — 69,3%, понад 65 років — 13,1%). У 2006 р. народжуваність склала 3 особи, смертність — 3 особи, зареєстровано 0 шлюбів. У 2001 р. активне населення становило 46 осіб, з них безробітних — 0 осіб.

Серед осіб, які проживали на території міста у 2001 р., 93 народилися в Каталонії (з них 60 осіб у тому самому районі, або кумарці), 4 особи приїхали з інших областей Іспанії, а 2 особи приїхали з-за кордону. 

Університетську освіту має 7,8% усього населення. 

У 2001 р. нараховувалося 40 домогосподарств (з них 35% складалися з однієї особи, 30% з двох осіб,10% з 3 осіб, 17,5% з 4 осіб, 2,5% з 5 осіб, 0% з 6 осіб, 0% з 7 осіб, 5% з 8 осіб і 0% з 9 і більше осіб).

Активне населення міста у 2001 р. працювало у таких сферах діяльності : у сільському господарстві — 10,9%, у промисловості — 15,2%, на будівництві — 23,9% і у сфері обслуговування -50%. 

 У муніципалітеті або у власному районі (кумарці) працює 27 осіб, поза районом — 25 осіб.

### Безробіття
У 2007 р. нараховувалося 6 безробітних (у 2006 р. — 3 безробітних), з них чоловіки становили 50%, а жінки — 50%.

## Економіка

### Підприємства міста

#### Роздрібна торгівля
| \| Підприємства роздрібної торгівлі міста, за сферою діяльності \| Підприємства роздрібної торгівлі міста, за сферою діяльності \| Підприємства роздрібної торгівлі міста, за сферою діяльності \| \| Рік \| 2002 р. \| 2001 р. \| \| ------------------------------------------------------------ \| ------------------------------------------------------------ \| ------------------------------------------------------------ \| \| Продукти харчування \| 66,7% \| 66,7% \| \| Одяг та взуття \| 0% \| 0% \| \| Товари для дому \| 0% \| 0% \| \| Книги та періодичні видання \| 0% \| 0% \| \| Промислова хімічна продукція \| 0% \| 0% \| \| Продукція, пов'язана з транспортними засобами \| 0% \| 0% \| \| Інше \| 33,3% \| 33,3% \| \| Усього підприємств \| 3 \| 3 \| |         |         |
| Підприємства роздрібної торгівлі міста, за сферою діяльності |         |         |
| Рік | 2002 р. | 2001 р. |
| Продукти харчування | 66,7%   | 66,7%   |
| Одяг та взуття | 0%      | 0%      |
| Товари для дому | 0%      | 0%      |
| Книги та періодичні видання | 0%      | 0%      |
| Промислова хімічна продукція | 0%      | 0%      |
| Продукція, пов'язана з транспортними засобами | 0%      | 0%      |
| Інше | 33,3%   | 33,3%   |
| Усього підприємств | 3       | 3       |

#### Сфера послуг
| \| Підприємства міста, що працюють у сфері послуг, за діяльністю \| Підприємства міста, що працюють у сфері послуг, за діяльністю \| Підприємства міста, що працюють у сфері послуг, за діяльністю \| \| Рік \| 2002 р. \| 2001 р. \| \| ------------------------------------------------------------- \| ------------------------------------------------------------- \| ------------------------------------------------------------- \| \| Гуртова торгівля \| 0% \| 0% \| \| Готелі та готельний бізнес \| 62,5% \| 66,7% \| \| Транспорт та зв'язок \| 12,5% \| 11,1% \| \| Посередницькі фінансові послуги \| 0% \| 0% \| \| Послуги підприємствам \| 0% \| 0% \| \| Послуги фізичним особам \| 25% \| 22,2% \| \| Нерухомість та ін. \| 0% \| 0% \| \| Усього підприємств \| 8 \| 9 \| |         |         |
| Підприємства міста, що працюють у сфері послуг, за діяльністю |         |         |
| Рік | 2002 р. | 2001 р. |
| Гуртова торгівля | 0%      | 0%      |
| Готелі та готельний бізнес | 62,5%   | 66,7%   |
| Транспорт та зв'язок | 12,5%   | 11,1%   |
| Посередницькі фінансові послуги | 0%      | 0%      |
| Послуги підприємствам | 0%      | 0%      |
| Послуги фізичним особам | 25%     | 22,2%   |
| Нерухомість та ін. | 0%      | 0%      |
| Усього підприємств | 8       | 9       |

## Житловий фонд
У 2001 р. 7,5% усіх родин (домогосподарств) мали житло метражем до 59 м², 27,5% — від 60 до 89 м², 20% — від 90 до 119 м² і
45% — понад 120 м².

З усіх будівель у 2001 р. 76% було одноповерховими, 18% — двоповерховими, 6
% — триповерховими, 0% — чотириповерховими, 0% — п'ятиповерховими, 0% — шестиповерховими,
0% — семиповерховими, 0% — з вісьмома та більше поверхами.

## Автопарк
| \| Автомобілі, зареєстровані у місті, за призначенням \| Автомобілі, зареєстровані у місті, за призначенням \| Автомобілі, зареєстровані у місті, за призначенням \| \| Рік \| 2006 р. \| 2005 р. \| \| -------------------------------------------------- \| -------------------------------------------------- \| -------------------------------------------------- \| \| Приватні автомобілі \| 38,7% \| 45% \| \| Мотоцикли \| 11% \| 7,1% \| \| Вантажівки \| 40,5% \| 42,1% \| \| Трактори \| 0% \| 0% \| \| Автобуси та ін. \| 9,8% \| 5,7% \| \| Усього автомобілів \| 163 шт. \| 140 шт. \| |         |         |
| Автомобілі, зареєстровані у місті, за призначенням |         |         |
| Рік | 2006 р. | 2005 р. |
| Приватні автомобілі | 38,7%   | 45%     |
| Мотоцикли | 11%     | 7,1%    |
| Вантажівки | 40,5%   | 42,1%   |
| Трактори | 0%      | 0%      |
| Автобуси та ін. | 9,8%    | 5,7%    |
| Усього автомобілів | 163 шт. | 140 шт. |

## Вживання каталанської мови
У 2001 р. каталанську мову у місті розуміли 99% усього населення (у 1996 р. — 99,2%), вміли говорити нею 96,9% (у 1996 р. — 
98,4%), вміли читати 96,9% (у 1996 р. — 95,9%), вміли писати 95,9
% (у 1996 р. — 74,6%). Не розуміли каталанської мови 1%.

## Політичні уподобання
У виборах до Парламенту Каталонії у 2006 р. взяло участь 62 особи (у 2003 р. — 66 осіб). Голоси за політичні сили розподілилися таким чином:
| \| Вибори до Парламенту Каталонії \| Вибори до Парламенту Каталонії \| Вибори до Парламенту Каталонії \| \| Рік \| 2006 р. \| 2003 р. \| \| -------------------------------------- \| ------------------------------ \| ------------------------------ \| \| Конвергенція та Єднання (CiU) \| 43,5% \| 56,1% \| \| Соціалістична партія Каталонії (PSC) \| 22,6% \| 10,6% \| \| Народна партія (PP) \| 0% \| 1,5% \| \| Ініціатива за зелену Каталонію (IC) \| 3,2% \| 4,5% \| \| Республіканська лівиця Каталонії (ERC) \| 30,6% \| 27,3% \| \| Громадянська партія (C's) \| 0% \| 0% \| \| Інші \| 0% \| 0% \| |         |         |
| Вибори до Парламенту Каталонії |         |         |
| Рік | 2006 р. | 2003 р. |
| Конвергенція та Єднання (CiU) | 43,5%   | 56,1%   |
| Соціалістична партія Каталонії (PSC) | 22,6%   | 10,6%   |
| Народна партія (PP) | 0%      | 1,5%    |
| Ініціатива за зелену Каталонію (IC) | 3,2%    | 4,5%    |
| Республіканська лівиця Каталонії (ERC) | 30,6%   | 27,3%   |
| Громадянська партія (C's) | 0%      | 0%      |
| Інші | 0%      | 0%      |